# Філіпсбург (округ Сентер, Пенсільванія)
Філіпсбург (англ. Philipsburg) — місто (англ. borough) в США, в округах Клірфілд і Сентр штату Пенсільванія. Населення — 2789 осіб (2020).

## Географія
Філіпсбург розташований за координатами 40°53′37″ пн. ш. 78°12′58″ зх. д. / 40.89361° пн. ш. 78.21611° зх. д. (40.893481, -78.215982).  За даними Бюро перепису населення США в 2010 році місто мало площу 2,28 км², з яких 2,25 км² — суходіл та 0,03 км² — водойми.

## Демографія
Згідно з переписом 2010 року, у селищі мешкало 2770 осіб у 1317 домогосподарствах у складі 686 родин. Густота населення становила 1217 осіб/км².  Було 1512 помешкання (664/км²).
Расовий склад населення:
| - 97,5 % — білих - 0,7 % — азіатів - 0,3 % — чорних або афроамериканців - 0,2 % — корінних американців |

До двох чи більше рас належало 1,0 %. Частка іспаномовних становила 0,6 % від усіх жителів.
За віковим діапазоном населення розподілялося таким чином: 19,3 % — особи молодші 18 років, 60,2 % — особи у віці 18—64 років, 20,5 % — особи у віці 65 років та старші. Медіана віку мешканця становила 41,7 року. На 100 осіб жіночої статі у селищі припадало 89,2 чоловіків;  на 100 жінок у віці від 18 років та старших — 87,7 чоловіків також старших 18 років.
Середній дохід на одне домашнє господарство  становив 46 923 долари США (медіана — 36 458), а середній дохід на одну сім'ю — 62 150 доларів (медіана — 55 592). Медіана доходів становила 43 889 доларів для чоловіків та 36 053 долари для жінок. За межею бідності перебувало 18,8 % осіб, у тому числі 22,8 % дітей у віці до 18 років та 14,2 % осіб у віці 65 років та старших.
Цивільне працевлаштоване населення становило 1236 осіб. Основні галузі зайнятості: освіта, охорона здоров'я та соціальна допомога — 25,7 %, науковці, спеціалісти, менеджери — 12,5 %, роздрібна торгівля — 11,7 %.